# Wool (romanzo)
Wool è un romanzo di fantascienza dello scrittore statunitense Hugh Howey pubblicato nel 2012. Si tratta del primo romanzo della serie di Silo e ha ispirato le prime due stagioni dell'omonima serie.

## Trama

### Parte 1 -Holston(Book 1: Wool) - Libro Primo
Questo libro segue inizialmente la storia di Holston, sceriffo del Silo che trascorre la maggior parte del tempo a indagare sulla morte della moglie Allison. L'indagine che compirà Holston sul Silo e i vari segreti che verranno rivelati avranno un forte impatto sulla vita dei cittadini del Silo.

### Parte 2 -Il giusto calibro(Book 2: Proper Gauge) - Libro Secondo
Questo libro continua la serie, seguendo unicamente Jahns, sindaco del Silo, e Marnes, il suo vice. Essi compiranno una ricerca che li porterà ai livelli più bassi della struttura e li metterà in conflitto con la divisione IT del Silo, comparto tecnologico che risiede ai piani alti. Il loro viaggio li condurrà anche a un meccanico, Juliette, che giocherà un ruolo centrale nelle storie seguenti.

### Parte 3 -Intrecciare le maglie(Book 3: Casting Off) - Libro Terzo
Il silo ha nominato un nuovo sceriffo. Il suo nome è Juliette e non proviene dai candidati dei piani alti, ma dalle profondità del Silo. Ma cosa significa veramente essere sceriffo del Silo? E come sarà in grado di concentrarsi sul futuro del Silo quando è circondata dai fantasmi del suo passato? Ma prima che possa ambientarsi, gli ingranaggi silenziosi del Silo cominciano a muoversi di nuovo.

### Parte 4 -Lo svelamento(Book 4: The Unraveling) - Libro Quarto
Dal capitolo n. 31 al n. 52. I genitori di Jules, che aveva solo 5 anni, la portano a vedere Romeo e Giulietta e parlando con l'attrice le dissero che avevano deciso di chiamare la loro figlia Juliette se fosse stata femmina. L'attrice regalò un copione a Jules, che poi lei terrà fino alla fine fra i suoi oggetti personali. Intanto Lukas, disperato per l'uscita di Jules dal Silo, cerca di prendere qualcosa dai suoi effetti personali. Si diffonde in tutto il Silo 18 la notizia che Jules è uscita, non ha fatto la pulizia delle lenti ed è andata al di là della collina. Tutti l'avevano visto. Walker allora capisce che i precedenti sospetti di Jules, relativamente al nastro usato per sigillare le tute dei "Pulitori", erano corrette. Al di là della collina Juliette capisce che non erano soli, altre tute sbriciolate al vento, altri cadaveri. Si dirige verso un altro Silo e cerca di entrare facendo leva sulla porta e la ruota si muove. Walker va in mensa dove c'erano Knox, Mark ed altri e racconta a tutti il discorso fatto con Jules qualche giorno prima e che riscuotendo vecchi favori, riuscì a sostituire i materiali dell'IT destinati ai pulitori con i loro materiali del reparto meccanica. "E' così che inizia la rivolta" dice Walker. E davvero inizia. Nel frattempo fra mille peripezie Jules riesce a entrare nel Silo 17, a togliersi la tuta, recuperare un coltello e bere. Poi incontra Solo.

### Parte 5 -I dimenticati(Book 5: The Stranded) - Libro Quinto
Dal capitolo n. 53 al n. 82 si alternano i racconti della rivolta del Silo 18 e le vicende nel Silo 17 in cui Juliette e Solo vengono in contatto con altri ragazzi miracolosamente sopravvissuti. Lei intanto con lavori di idraulica cerca di far scendere il livello di acqua nel Silo, che nel tempo avrebbe potuto salire fino a riempirlo tutto.

## Accoglienza
Il romanzo ha scalato le classifiche del New York Times.

## Edizione italiana
- Wool, (I ed.it. Milano, Fabbri Editori, 2013) ISBN 978-88-451-986-56.